# Korneforos
Korneforos (Beta Herculis, β Her) — najjaśniejsza gwiazda w gwiazdozbiorze Herkulesa (wielkość gwiazdowa +2,77m), odległa o 139 lat świetlnych od Słońca.

## Nazwa
Tradycyjna nazwa gwiazdy, Korneforos, pochodzi od greckiego Κορυνηφόρος, co oznacza „dzierżącego maczugę”, czyli mitycznego herosa Heraklesa (Herkulesa). Alternatywna nazwa Rutilicus jest zdeformowanym łacińskim określeniem pachy i odnosi się do położenia gwiazdy w wyobrażonej sylwetce herosa. Międzynarodowa Unia Astronomiczna zatwierdziła użycie nazwy Korneforos dla określenia tej gwiazdy.

## Charakterystyka
Korneforos jest typowym żółtym olbrzymem należącym do typu G7. Olbrzym obecnie najprawdopodobniej prowadzi w jądrze syntezę helu w węgiel i tlen, a w przeszłości był gorącą gwiazdą ciągu głównego reprezentującą typ widmowy B. Po zakończeniu syntezy jądrowej gwiazda odrzuci otoczki, stając się białym karłem. Emisja promieniowania rentgenowskiego wskazuje na aktywność magnetyczną.
Jest to obiekt spektroskopowo podwójny, drugi składnik nie został dokładnie opisany, ale prawdopodobnie ma masę trochę większą niż masa Słońca. Okres obiegu środka masy układu trwa 410,575 doby. W odległości 256,2″ od tej pary widoczna jest także słaba gwiazda o wielkości gwiazdowej 10,1m.